# Алпајн (Колорадо)
Алпајн (енгл. Alpine) насељено је место без административног статуса у америчкој савезној држави Колорадо.

## Демографија
По попису из 2010. године број становника је 174.
| Група             | 2000.    | 2010.       |
| Белци             | 0 (0,0%) | 148 (85,1%) |
| Афроамериканци    | 0 (0,0%) | 1 (0,6%)    |
| Азијати           | 0 (0,0%) | 2 (1,1%)    |
| Хиспаноамериканци | 0 (0,0%) | 20 (11,5%)  |
| Укупно            | 0        | 174         |